# Las mujeres cambian los tiempos
Las mujeres cambian los tiempos, conocida también como ley del tiempo y como ley de los tiempos, es una propuesta de ley de iniciativa popular, pionera en plantear el tiempo como un problema político, que promovieron las mujeres del Partido Comunista Italiano  en 1990. Se la considera la "antesala de las políticas de tiempo".

## La iniciativa
Las mujeres del PCI italiano tomaron la decisión de promover la iniciativa legislativa después de haber participado en foros y seminarios, sobre varios temas entre los que se encuentran la procreación y el tiempo de las mujeres. Los temas estaban unidos por dos hilos "rojos": el descubrimiento y valoración de la subjetividad femenina y la crítica a la división sexual del trabajo. A través de la investigación y la escucha de "muchas y distintas" mujeres italianas, las promotoras de la iniciativa comprendieron que el malestar de las mujeres no se debía a ninguna incapacidad, sino a cómo se habían pensado y construido los lugares de trabajo, las ciudades, el estado social. 
Nos hemos dicho que, si los hombres habían construido este tiempo, el que todos conocemos, las mujeres también podían proponer uno que naciese de sus tiempos de vida y trabajo.
La iniciativa fue fruto del debate sobre ideas desarrolladas en el campo académico y el movimiento feminista. Fue la socióloga Laura Balbo quien usó las palabras 'políticas del tiempo'  1987 en su publicación Time to Care. Politiche del tempo e diritti quotidiani. Balbo, tomando como punto de partida las críticas de las sociólogas escandinavas al Estado del bienestar, señaló la importancia de la problemática tiempo / trabajo de cuidados y reivindicó el trabajo doméstico en términos de necesidad de tener tiempo para llevarlo a cabo. Esta reivindicación exigía pensar en políticas del tiempo. 
Durante la fase de recogida de firmas se intensificó el debate en la prensa, en plataformas sindicales, en encuestas y estudios en ciudades. En menos de seis meses se recogieron 300.000 firmas. La iniciativa se registró en octubre de 1990 pero a pesar del respaldo logrado, solo una parte llegó a ser aprobada como ley. 
No obstante, el objetivo de la iniciativa no se agotaba con la firma para su tramitación. La pretensión fue hacer de la iniciativa un vehículo de transmisión de ideas, un instrumento de discusión para el mayor número de mujeres y  de hombres. El objetivo fue instar a las mujeres, pero sobre todo a los hombres, a cuestionar estilos de vida consolidados, incentivar debate, convertirse en una “hipótesis de cambio” de la manera de ver el tiempo, el trabajo y las funciones de los hombres y las mujeres en la sociedad.

### El tiempo como problema
La iniciativa cuestionó el reparto sexista del tiempo y planteó una reivindicación fundamental: un tiempo para vivir. EL tiempo de producción fijado por la jornada y el tiempo de ocio no reflejaban un tiempo que realmente existía y se reivindicaba, a saber, el tiempo de la reproducción de la vida, el tiempo de prestación de cuidados personales. De igual modo, se  planteó la importancia social, política y económica del trabajo del hogar y la familia y de las actividades de cuidado en general. Más allá del trabajo remunerado, asalariado o productivo, existía otro trabajo: el trabajo doméstico. Ese tiempo y ese trabajo proporcionaban bienestar. Como quiera que de este trabajo se encargaban las mujeres, la propuesta reivindicó una nueva solidaridad entre los sexos.
La iniciativa desde entonces ha servido para impulsar experiencias y normativas, tanto en Italia como el resto de Europa, de manera especial en lo referente a las políticas del tiempo de la ciudad.

### Finalidad
Los treinta y tres artículos del texto de la iniciativa, sistematizados en tres títulos, tienen como finalidad:
- La superación de la división sexual del trabajo
- La redistribución del trabajo de cuidado familiar entre dos sexos, la sociedad y los individuos
- El autogobierno individual del tiempo.

En el artículo 1 reconoce el  derecho de todo ciudadano, hombre o mujer, a prestar y recibir cuidados y a disponer de recursos y de tiempo para ello.

### Estructura y contenido
La iniciativa consta de tres títulos, que son tres ejes dedicados a cada uno de los tiempos: el del arco de la vida, el tiempo en el trabajo y el tiempo en la ciudad.
*  El Título I lleva por rúbrica “el tiempo en el arco de la vida”. Se reconoce el derecho de las ciudadanas y ciudadanos a apropiarse de todas las dimensiones de la vida. Cuestiona el modelo masculino de ciclo de la vida, centrado en el trabajo como actividad laboral, que se resume en que el joven estudia para trabajar, el adulto trabaja remuneradamente y a tiempo completo hasta la edad de jubilación en la que deja de trabajar. Frente a este modelo, en el que no tienen cabida los tiempos de los trabajos domésticos, ni los de ocio, la iniciativa regula lo que llama "nuevo ciclo de vida" y reconoce el derecho de los trabajadores y trabajadoras a ausentarse por motivos personales, por razón de estudio, formación, por motivos familiares y de solidaridad. Todo ello conservando el puesto de trabajo, sin reducciones importantes de su renta, ni pérdida de sus derechos a la seguridad social y la asistencia médica.
* El Título II se dedica al “tiempo en el trabajo”. Pretende superar la distribución en «8 horas de trabajo, 8 horas de descanso y 8 horas de tiempo libre», que no tiene en cuenta la necesidad de dedicar parte de la jornada al trabajo doméstico y de cuidados. Trata de la gestión de los horarios y de las jornadas laborales, propone una reducción de la jornada y una flexibilidad de horarios, tanto para hombres como para mujeres, con la finalidad de lograr un reparto equitativo del trabajo doméstico y los cuidados. 
“las mujeres no piden que se les ayude a “conciliar” mejor sus diversos trabajos. Piden que todos los trabajos, incluidos “los de las mujeres”, sean compartidos por los hombres (art.1,  art. 14, art. 15) “ 
* El Título III dedicado al " tiempo en la ciudad” trata de la relación entre el tiempo y la ciudad. Parte de la base de que los horarios de la ciudad -comerciales, bancarios, de oficinas pública- son incompatibles con el horario del empleo remunerado, lo que exige que alguien, las mujeres generalmente, renuncie a su tiempo. Para que esto no ocurra, el objetivo de este tercer eje es lograr la compatibilidad con el empleo remunerado de los tiempos en la ciudad, la regulación de las actividades y servicios que afectan a la vida cotidiana de la ciudadanía. La iniciativa propone que se otorgue a los Ayuntamientos el poder de ordenar y coordinar los horarios que regulan las actividades y el ritmo de la ciudad, a través de los planes de ordenación de los tiempos.

## La iniciativa en las políticas de tiempo
La política de tiempo que se ha desarrollado en Europa aunque sigue la estructura de los tres ejes de la iniciativa italiana, no siempre cuestiona la centralidad del trabajo mercantil, productivo. Por esta razón se considera que sobre la misma estructura hay dos vías de desarrollo de políticas de tiempo. Una es la iniciativa de las mujeres del PCI y otra, las actuaciones sobre el tiempo de trabajo que se han desarrollado en Europa, con objeto de paliar las transformaciones sufridas por la estructura ocupacional. Las propuestas de la ley de los tiempos, se han ido recogiendo en otros campos de la política social, pero sin aplicar la perspectiva de género ni cuestionar la centralidad del tiempo de trabajo remunerado a la hora de organizar la vida de las personas, las empresas y las ciudades. En cualquier caso, en la Unión Europea hay un creciente interés por los asuntos relacionados con el tiempo de trabajo. Algunas de las experiencias alemanas, francesas, holandesas y españolas en esta materia tienen como objetivo mejorar la igualdad  de oportunidades entre hombres y mujeres.
El primer eje relacionado con la regulación del ciclo de vida, tiene su reflejo en  las propuestas para regular el tiempo de trabajo, desde instancias europeas. Concretamente, el Consejo Europeo de Lisboa del año 2000 estableció la necesidad de revisar los regímenes de tiempo de trabajo asalariado y los sistemas de financiación de la Seguridad Social, dado el progresivo envejecimiento de la población. Cabe citar también los trabajos de La Fundación Europea para la Mejora de las Condiciones de Vida, con sede en Dublín (EUROFOUND). 
Por lo que respecta al eje segundo, el tiempo de la jornada laboral, es el centro de las actuaciones de la mayoría de las políticas que han querido hacer frente a la crisis de la ocupación. Sin embargo, la mayoría de estas políticas se han diseñado y desarrollado desde la lógica productiva, y no desde la lógica que sitúa en el centro la ley de la vida.
Respecto al tercer eje, esta es la parte que llegó a ser ley en Italia, primero en 1990 atribuyendo competencias de los alcaldes y alcaldesas para reorganizar los horarios de la ciudad y, después, con el desarrollo de la “ley Turco” en el año 2000 que obliga a regular el tiempo de las ciudades con más de 30.000 habitantes. La experiencia italiana fue seguida en Francia a propuesta del informe “Les temps de la Ville”.  En España las leyes de igualdad, estatal y autonómicas, contienen capítulos destinados a los usos del tiempo. El artículo 22 de la  Ley Orgánica 3/2007, de 22 de marzo, para la igualdad efectiva de mujeres y hombres, dispone que:
“con el fin de avanzar hacia un reparto equitativo de los tiempos entre mujeres y hombres, las corporaciones locales podrán establecer Planes Municipales de organización del tiempo de la ciudad. Sin perjuicio de las competencias de las Comunidades Autónomas, el Estado podrá prestar asistencia técnica para la elaboración de estos planes”.
Como se ha dicho, las políticas de tiempo tienen un doble origen, pero también un denominador común: la planificación de ciudades que tengan en cuenta los diferentes usos sociales del tiempo. 
La paradoja es que en los países escandinavos, donde hay un mayor bienestar y la legislación sobre igualdad de género es de las mejores, no existen políticas de tiempo.